# Zbyněk Stanjura

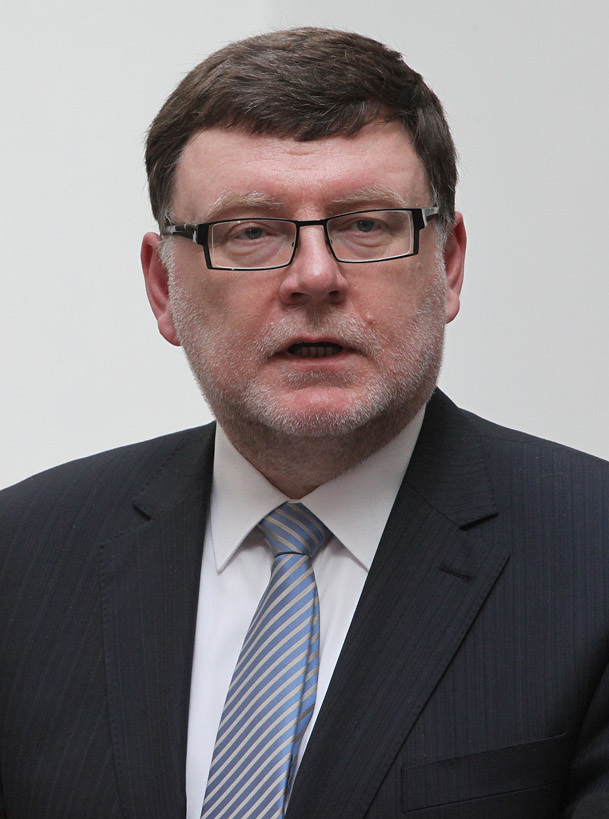
Zbyněk Stanjura (2014)

Zbyněk Stanjura (* 15. Februar 1964 in Opava) ist ein tschechischer Politiker der Partei ODS. Stanjura war von 2002 bis 2010 Bürgermeister der Stadt Opava, von 2012 bis 2013 tschechischer Verkehrsminister. Seit 2021 ist er Finanzminister der Tschechischen Republik.

## Leben
Nach dem Gymnasium in Opava studierte Stanjura an der elektrotechnischen Fakultät der Technischen Universität Brünn. Nach der Samtenen Revolution gründete er eine Firma und arbeitete als Informatiker. Ab 1997 war er Mitglied im Stadtrat von Opava, von 2002 bis 2008 Abgeordneter des Moravskoslezský kraj. Im Jahr 2002 wurde Stanjura zum Oberbürgermeister seiner Geburtsstadt gewählt.
Bei der Abgeordnetenhauswahl 2010 wurde Stanjura zum Abgeordneten gewählt. Das Bürgermeisteramt konnte er im November 2010 nicht verteidigen, die ODS wurde mit 14 Prozent nur drittstärkste Partei. 2011 wurde Stanjura Klubvorsitzender der ODS im Abgeordnetenhaus.
Vom 12. Dezember 2012 bis zum 10. Juli 2013 war Stanjura Verkehrsminister im Kabinett von Petr Nečas. Nachdem er 2013, 2017 und 2021 sein Abgeordnetenmandat verteidigte, wurde Stanjura am 17. Dezember 2021 als Finanzminister des Kabinetts von Petr Fiala angelobt.